# Tire dié
Tire dié és una pel·lícula argentina documental de 1960 dirigida per Fernando Birri. El migmetratge, enunciat com a "pel·lícula d'enquesta", mostra l'estil de vida de la classe baixa de les ranchadas en Santa Fe, l'Argentina. La protagonitzen Guillermo Cervantes Luro, María Rosa Gallo i Francisco Petrone.
En una enquesta de 2022 de les 100 millors pel·lícules del cinema argentí presentada al Festival Internacional de Cinema de Mar del Plata, la pel·lícula va aconseguir el lloc 24.

## Història del film
Fernando Birri, nascut en Santa Fe en 1925. En 1950 es va traslladar a Roma per a estudiar al Centre Experimental de Cinematografia, fins a 1953. En 1956 torna a Santa Fe per a formar l'Institut de Cinematografia en la Universitat Nacional del Litoral, i va començar filmar el seu projecte, Tiri dié, sobre un període de tres anys.
El documental es desenvolupa al voltant d'un conjunt particular de nens pobres que tots els dies persegueixen un tren suplicant per cèntims. El títol, Tire dié és un homònim de la frase tiri deu ("tire diez centavos"). Els nens persíguen el tren lent tots els dies i corren al llarg per a demanar monedes dels passatgers que treuen el cap per curiositat. En la pel·lícula, els nens diuen que quan saben que un tren ve de Buenos Aires, s'atreveixen a cridar tiri cinquanta. La pel·lícula també entrevista un nombre d'adults, les veus dels quals estan doblades per actors.
La pel·lícula es va estrenar dos anys després de finalitzada en 1958, cosa que li va donar temps a Fernando Birri per a filmar i estrenar la que es va convertir en la seva primera pel·lícula, La primera fundación de Buenos Aires el 1959. Un any més tard, s'estrenava Tire dié. La crítica va aclamar Fernando Birri i va buidar el camí per a projectes més llunyans de naturalesa similar, com Buenos días, Buenos Aires (1960) i la més reconeguda Los inundados (1961), amb qual va guanyar el premi a Millor Primera Pel·lícula del Festival de Venècia.

## Premis
- Premi del jurat de la Crítica en el Festival Internacional de Cinema de Mar del Plata (1960).
- Gran Premi del Jurat del Festival de Cinema Documental de Montevideo (1960).